# Marion Thénault
Marion Thénault (Sherbrooke, 9 april 2000) is een Canadese freestyleskiester. Ze vertegenwoordigde haar vaderland op de Olympische Winterspelen 2022 in Peking.

## Carrière
Bij haar wereldbekerdebuut, in februari 2020 in Deer Valley, scoorde Thénault direct wereldbekerpunten. In december 2020 behaalde de Canadese in Ruka haar eerste toptienklassering in een wereldbekerwedstrijd. Een maand later stond ze in Moskou voor de eerste maal in haar carrière op het podium van een wereldbekerwedstrijd. Op de wereldkampioenschappen freestyleskiën 2021 in Almaty eindigde Thénault als zesde op het onderdeel aerials, in de landenwedstrijd eindigde ze samen met Miha Fontaine en Lewis Irving op de zesde plaats. Op 13 maart 2021 boekte de Canadese in Almaty haar eerste wereldbekerzege. Tijdens de Olympische Winterspelen van 2022 in Peking eindigde ze als zevende op het onderdeel aerials, samen met Miha Fontaine en Lewis Irving veroverde ze de bronzen medaille in de landenwedstrijd.

## Resultaten

### Olympische Winterspelen
| Jaar | Plaats | Resultaten                |
| ---- | ------ | ------------------------- |
| 2022 | Peking | 7e Aerials · Aerials team |

### Wereldkampioenschappen
| Jaar | Plaats | Resultaten                 |
| ---- | ------ | -------------------------- |
| 2021 | Almaty | 6e Aerials 6e Aerials team |

### Wereldbeker
Eindklasseringen
| Seizoen   | Algm | AE    |
| --------- | ---- | ----- |
| 2019/2020 | 169e | 33e   |
| 2020/2021 | –    | Brons |

Wereldbekerzeges
| Datum         | Plaats | Onderdeel |
| ------------- | ------ | --------- |
| 13 maart 2021 | Almaty | Aerials   |